# Старий Безум
Старий Бе́зум (рос. Старый Безум) — присілок у складі Юкаменського району Удмуртії, Росія.
Населення — 34 особи (2010; 55 в 2002).
Національний склад (2002):
- удмурти — 98 %